# Sicyopterus stimpsoni
Sicyopterus stimpsoni és una espècie de peix de la família dels gòbids i de l'ordre dels perciformes.

## Morfologia
- Els mascles poden assolir 19,8 cm de longitud total.[2][3]

## Hàbitat
És un peix de clima tropical i demersal.

## Distribució geogràfica
Es troba a les Hawaii i les Illes de la Societat.

## Observacions
És inofensiu per als humans.